# Ferry Pirard
Ferry Pirard (Breda, 11 juni 1947 – Enschede, 24 januari 2009) was een Nederlands voetballer. Hij speelde als aanvaller en als middenvelder.
Pirard startte zijn carrière bij NAC. Voor deze club scoorde hij in de Europacup II 1967/68 in de thuiswedstrijd tegen Floriana FC. Na een jaar Baronie werd hij in 1969 gecontracteerd door FC Twente. In de vier seizoenen in Enschede zat hij echter voornamelijk op de reservebank en kwam hij tot slechts 23 officiële wedstrijden, waarin hij vijf doelpunten maakte. In 1972 was hij als invaller de matchwinnaar in een met 1–0 gewonnen wedstrijd tegen Feijenoord.
In 1973 verhuisde Pirard naar eerstedivisionist Heracles. In 1977 sloot hij zijn carrière af. Hierna was hij jarenlang werkzaam voor FC Twente, onder andere als elftalleider van de A1 en van Jong FC Twente.

## Carrièrestatistieken
| Seizoen         | Club            | Land            | Competitie      | Competitie | Competitie | Beker | Beker | Internationaal | Internationaal | Overig | Overig | Totaal | Totaal |
| Seizoen         | Club            | Land            | Competitie      | Wed.       | Dlp.       | Wed.  | Dlp.  | Wed.           | Dlp.           | Wed.   | Dlp.   | Wed.   | Dlp.   |
| --------------- | --------------- | --------------- | --------------- | ---------- | ---------- | ----- | ----- | -------------- | -------------- | ------ | ------ | ------ | ------ |
| 1965/66         | NAC             | Nederland       | Eerste divisie  | –          | 0          | –     | 0     | 0              | 0              | 0      | 0      | –      | 0      |
| 1966/67         | NAC             | Nederland       | Eredivisie      | –          | 0          | –     | 0     | 0              | 0              | 0      | 0      | –      | 0      |
| 1967/68         | NAC             | Nederland       | Eredivisie      | –          | 2          | –     | 1     | 4              | 1              | 0      | 0      | –      | 4      |
| 1968/69         | Baronie         | Nederland       | Tweede divisie  | –          | 15         | 1     | 0     | 0              | 0              | 0      | 0      | –      | 15     |
| 1969/70         | FC Twente       | Nederland       | Eredivisie      | –          | –          | –     | 1     | 1              | 0              | 0      | 0      | –      | –      |
| 1970/71         | FC Twente       | Nederland       | Eredivisie      | –          | –          | –     | 0     | 0              | 0              | 0      | 0      | –      | –      |
| 1971/72         | FC Twente       | Nederland       | Eredivisie      | –          | –          | –     | 0     | 0              | 0              | 0      | 0      | –      | –      |
| 1972/73         | FC Twente       | Nederland       | Eredivisie      | –          | –          | –     | 0     | 0              | 0              | 0      | 0      | –      | –      |
| 1973/74         | Heracles        | Nederland       | Eerste divisie  | –          | –          | –     | 0     | 0              | 0              | 0      | 0      | –      | –      |
| 1974/75         | Heracles '74    | Nederland       | Eerste divisie  | –          | –          | –     | 0     | 0              | 0              | 0      | 0      | –      | –      |
| 1975/76         | Heracles '74    | Nederland       | Eerste divisie  | –          | –          | –     | 0     | 0              | 0              | 0      | 0      | –      | –      |
| 1976/77         | Heracles '74    | Nederland       | Eerste divisie  | –          | –          | –     | 0     | 0              | 0              | 0      | 0      | –      | –      |
| Carrière totaal | Carrière totaal | Carrière totaal | Carrière totaal | –          | –          | –     | 2     | 5              | 1              | 0      | 0      | –      | –      |